# Жукинська сільська рада
Жукинська сільська рада — колишній орган місцевого самоврядування у Вишгородському районі Київської області. Адміністративний центр — село Жукин.

## Загальні відомості
Жукинська сільська рада утворена в 1919 році.
Територією ради протікає річка Десна.

## Населені пункти
Сільській раді були підпорядковані населені пункти:
- с. Жукин
- с. Ровжі

## Склад ради
Рада складалася з 14 депутатів та голови.

### Керівний склад попередніх скликань
| ПІБ                            | Основні відомості                                                                                  | Дата обрання | Дата звільнення |
| ------------------------------ | -------------------------------------------------------------------------------------------------- | ------------ | --------------- |
| Єрмошин Анатолій Никифорович   | Сільський голова, 1954 року народження, безпартійний                                               | 26.03.2006   | 31.10.2010      |
| Пономаренко Валентина Іванівна | Сільський голова, 1963 року народження, освіта середня спеціальна, Політична партія «Наша Україна» | 31.10.2010   |                 |

Примітка: таблиця складена за даними джерела